# Сегешвар
Сегешвар (рум. Sighişoara; мађ. Segesvár; лат. Castrum Sex)) је један од седам познатих саских градова у Румунији. Он се налази у средишњем делу земље, у историјској покрајини Трансилванија, чије је најзначајније средиште Клуж. Сегешвар се налази у округу Муреш.
Старо језгро Сегешвара је једно од најочуванијих средњовековних градских језгара не само у Трансилванији и Румунији, него у целој средњој Европи. Стога, је старо јегро града у зидинама уврштено на списак светске баштине УНЕСКО-а. Такође, град је из истог разлога постао последњих деценија стециште туризма.

## Историја
Сегешвар је населила група саксонских колониста током 12. века, који су дошли на позив мађарског краља, да би бранили границу угарског краљевства. Заслугом немачке марљивости изградили су леп утврђен град, који је као и остали саксонски градови Трансилваније, налик немачким местима Саксоније.
Сегешвар је познат и као родно место Влада Цепеша, познатијег као гроф Дракула. Цепешов отац, Влад II Дракул, кнез Влашке, иначе боравио је у граду Сегешвару тада као прогнаник.

## Демографија[3]
У односу на попис из 2002, број становника на попису из 2011. се смањио.
| 1966.  | 1977.  | 1992.  | 2002.  | 2011.  |
| ------ | ------ | ------ | ------ | ------ |
| 25.109 | 33.208 | 36.170 | 32.287 | 28.102 |

- Румуни (76,06%)
- Мађари (18,36%)
- Роми (3,51%)
- Немци (1,92%)

## Партнерски градови
- Блоа
- Баден
- Чита ди Кастело
- Динкелсбил
- Кишкунфелеђхаза
- Замошћ

## Галерија
- Улица старог град
- Родна кућа грофа Дракуле
- Поглед на град са торња
- Градска кућа

## Топографска карта
- (језик: руски) Топографска карта L-35-XIII. Размера: 1 : 200 000. Издање 1978 г.